# Об'єднана військова база Перл-Гарбор-Гіккам
Об'єднана військова база Перл-Гарбор-Гіккам (англ. Joint Base Pearl Harbor–Hickam, JBPHH) — об'єднана міжвидова військова база Повітряних та військово-морських сил США, що розташована у місті Гонолулу, в штаті Гаваї. Об'єднана військова база Перл-Гарбор-Гіккам утворена 1 жовтня 2010 року у зв'язку з реорганізацію Збройних сил США і має у своєму складі військово-морську базу Перл-Гарбор і базу Повітряних сил Гіккам. База використовує у своїй діяльності з різними цілями сусідній цивільний міжнародний аеропорт Гонолулу.

## Галерея

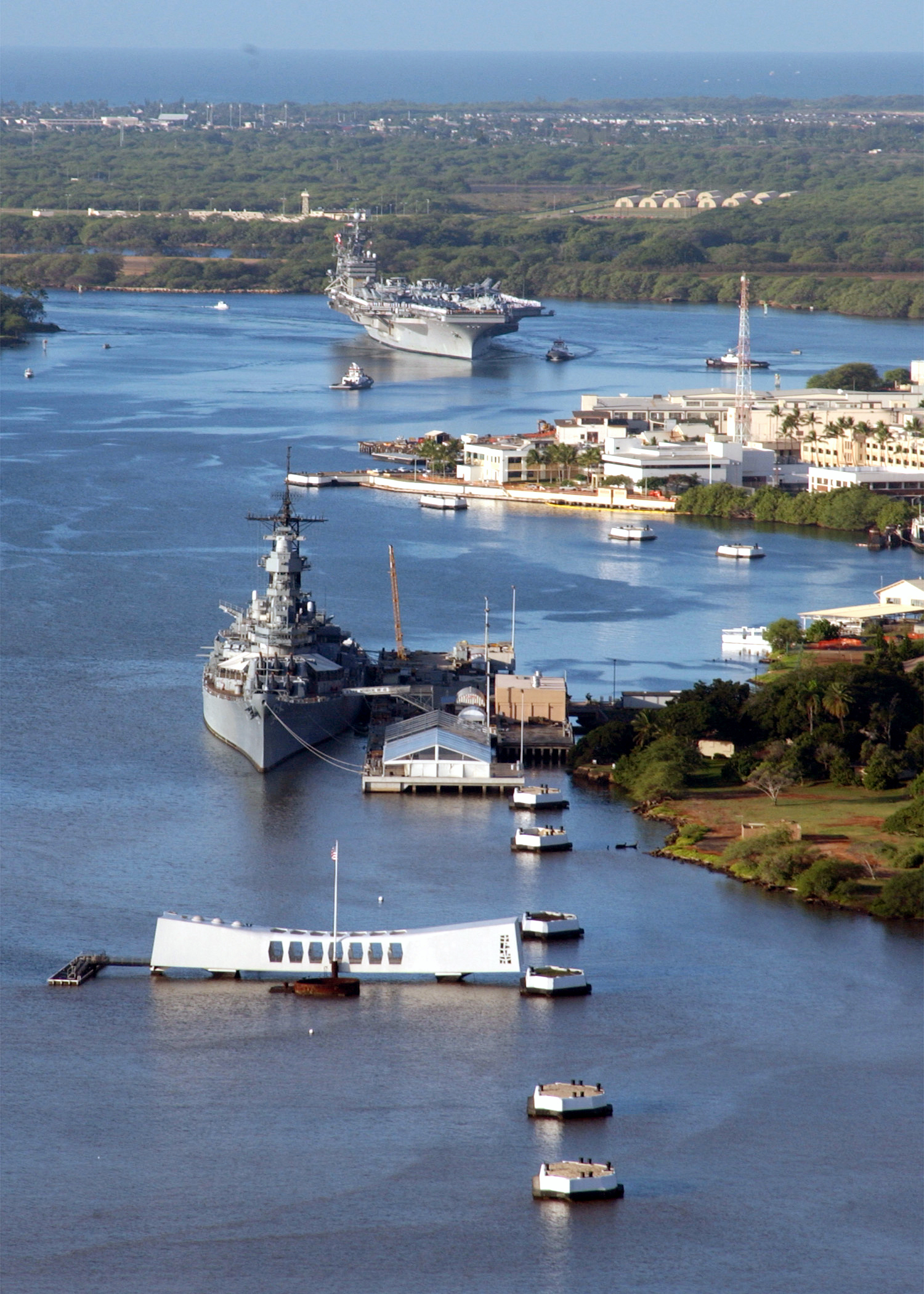
Атомний авіаносець «Карл Вінсон» проходить повз меморіалу лінкору «Аризона» та лінкора «Міссурі». 31 січня 2003
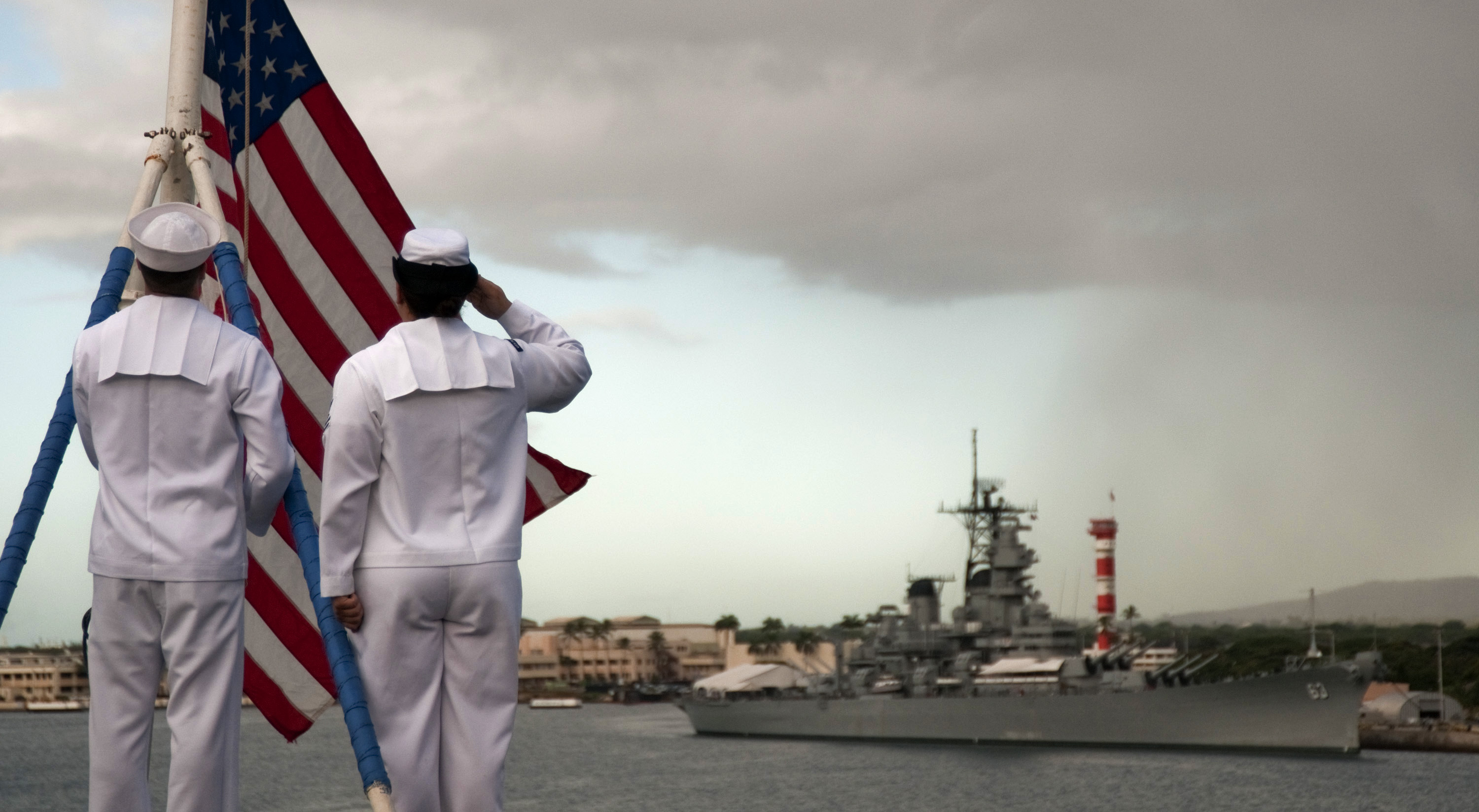
Підйом на універсальному десантному кораблі типу «Тарава» «Пелелю» державного прапора на базі Перл-Гарбор-Гіккам. 25 лютого 2012
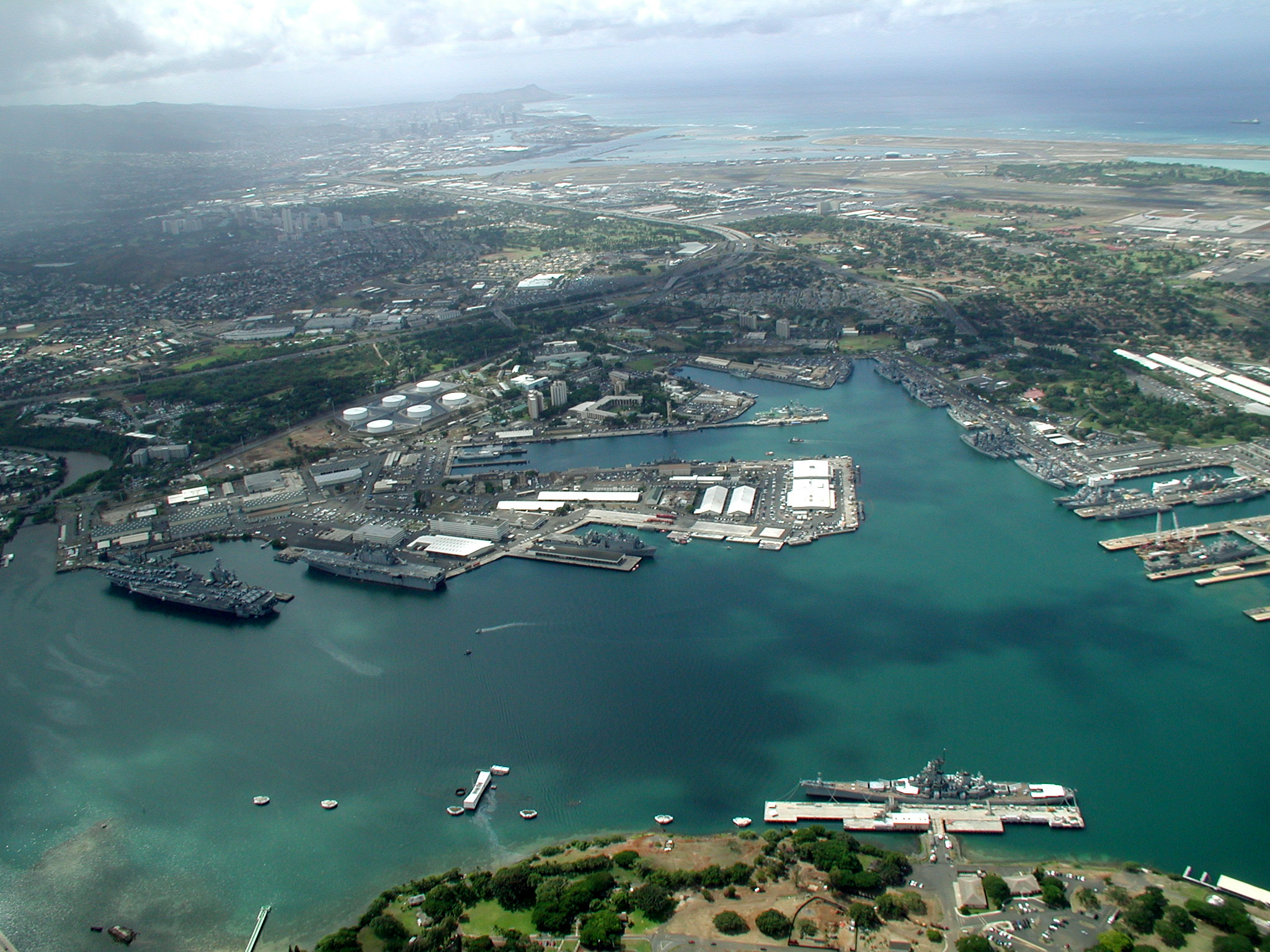
Вид на військово-морську базу Перл-Гарбор з висоти пташиного польоту. 30 червня 2004
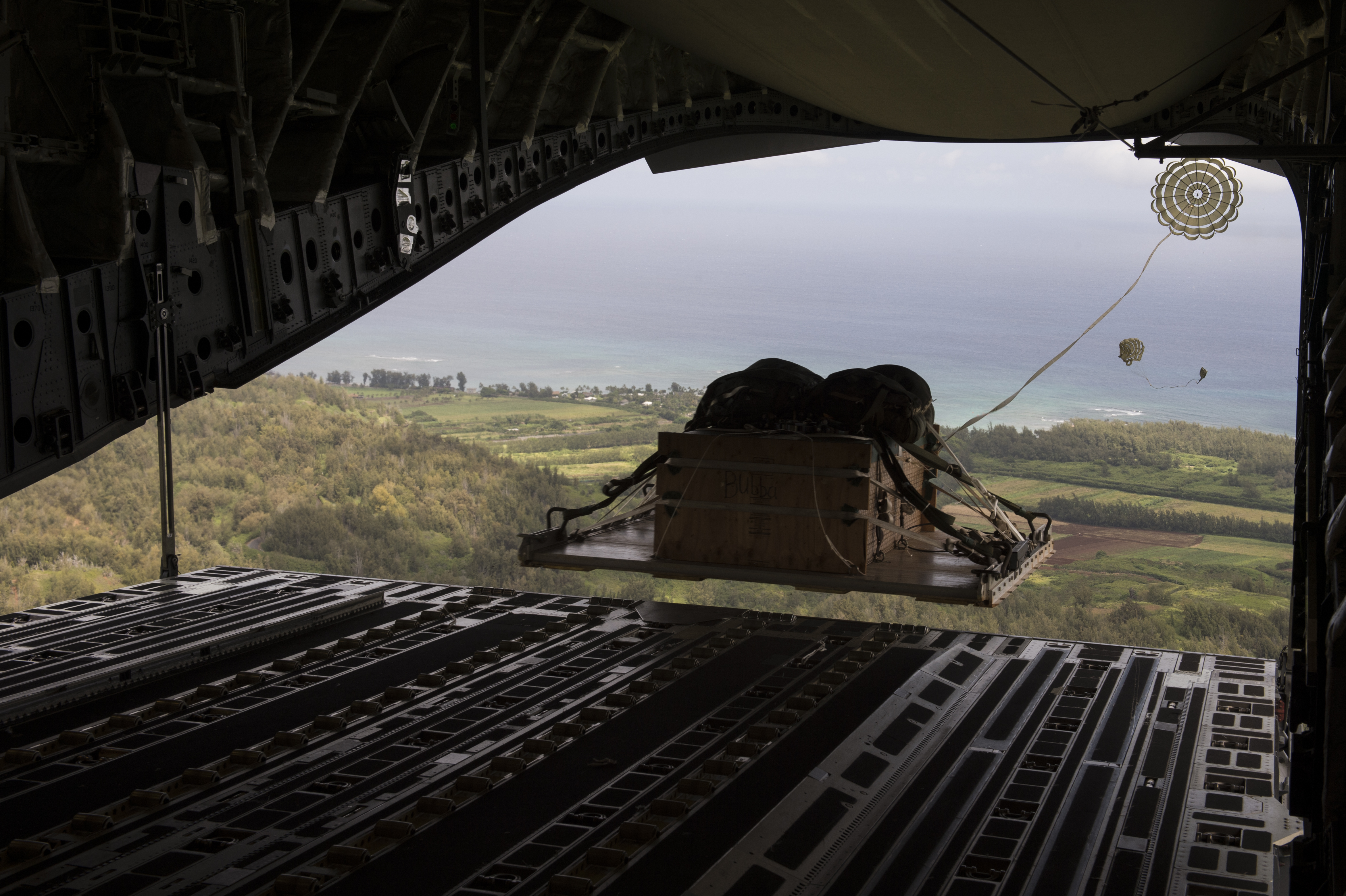
Десантування вантажів з транспортного літака С-17 «Глоубмайстер III» на полігон на Гаваях. 1 серпня 2014
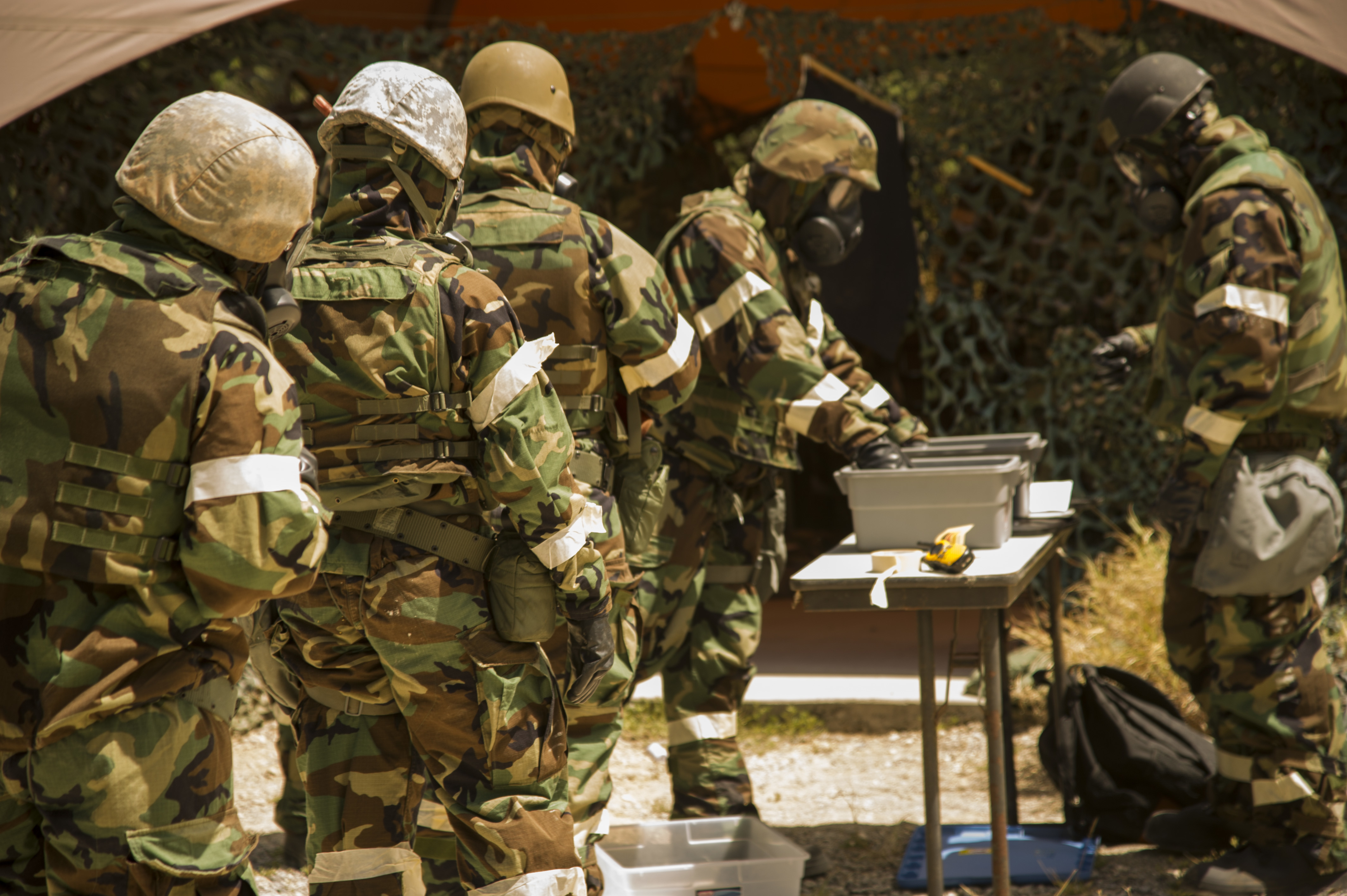
Тренування з РХБ захисту на базі. 7 липня 2017
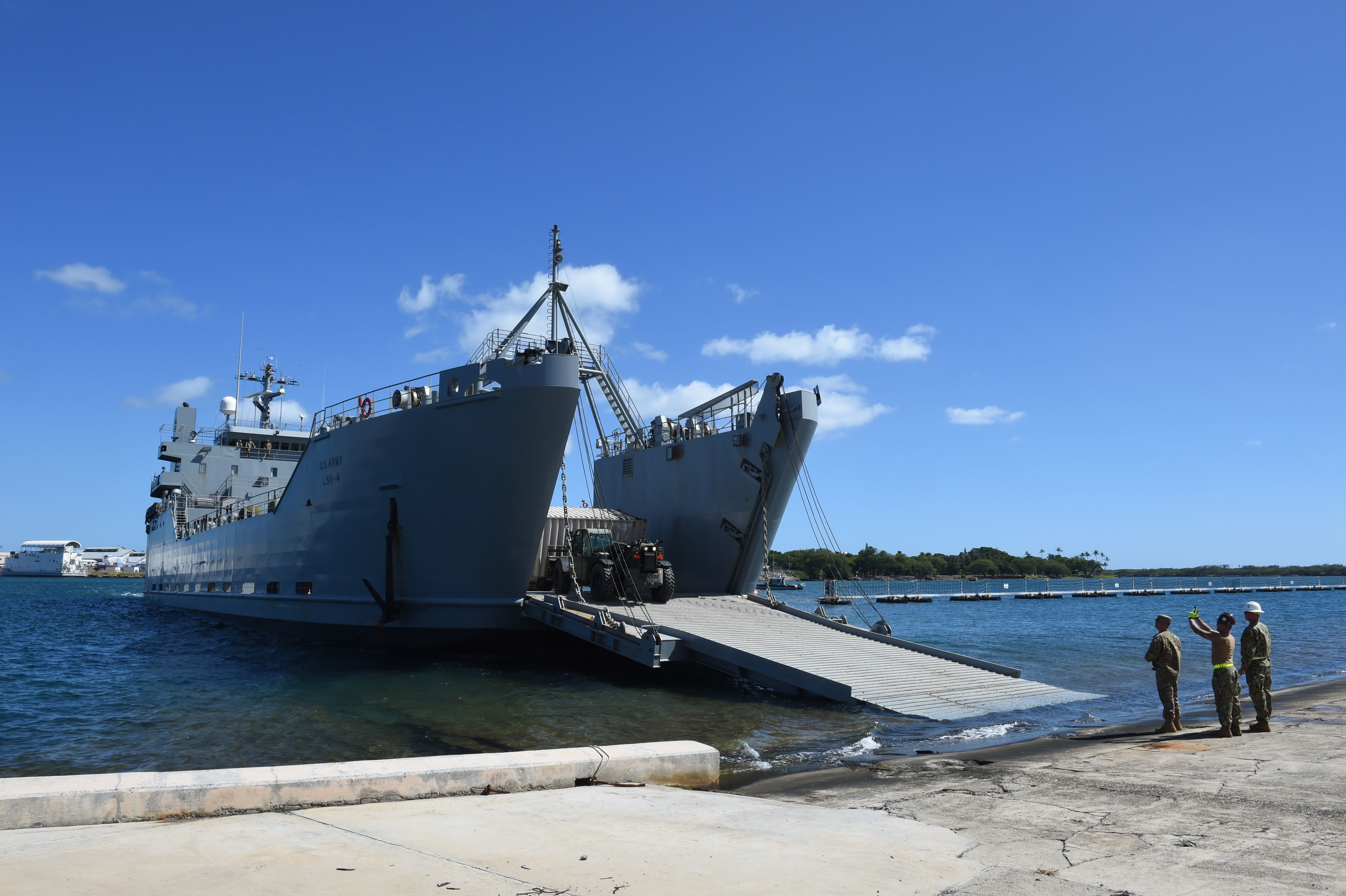
Тренування з вивантаження на берег з борту десантного судна в разі гуманітарної операції. 11 липня 2016
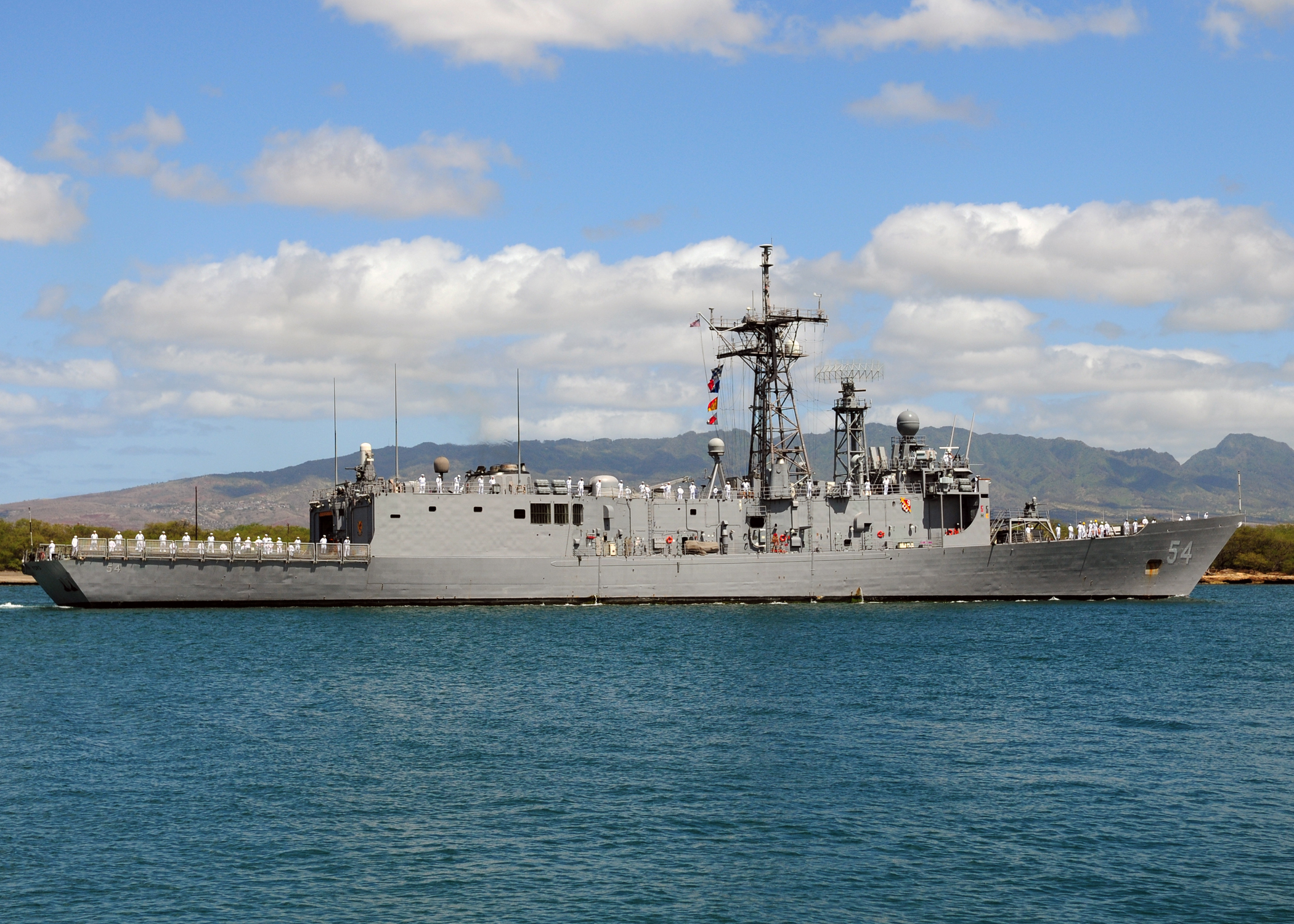
Фрегат «Форд» входить на базу під час навчань RIMPAC. 24 червня 2010
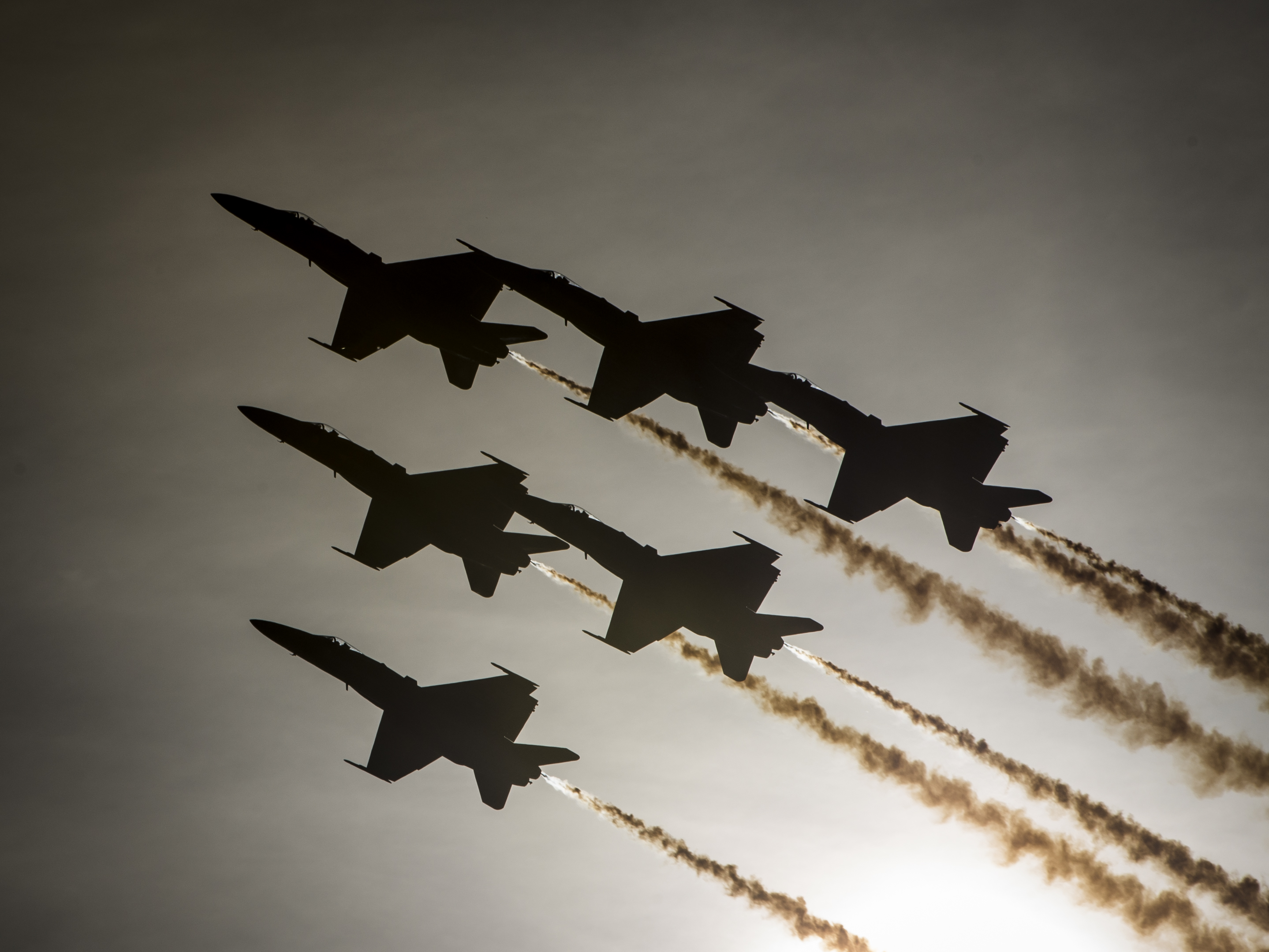
Політ пілотажної групи «Блакитні янголи» на F/A-18 «Хорнет» над базою на демонстрації. 28 вересня 2014
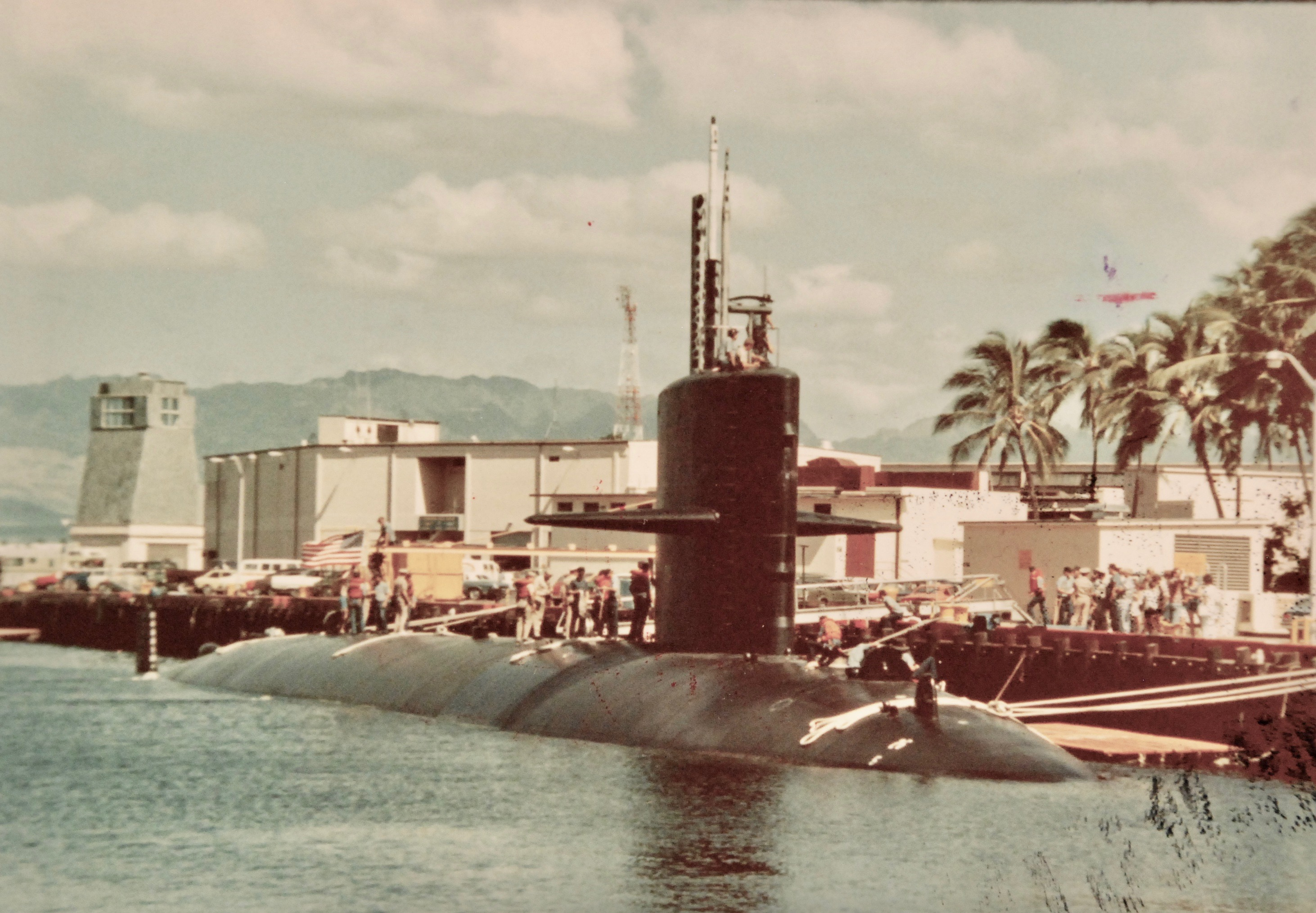
Повернення після навчань підводного човна типу «Стерджен» «Гоукбілл» на базу. 23 травня 2018
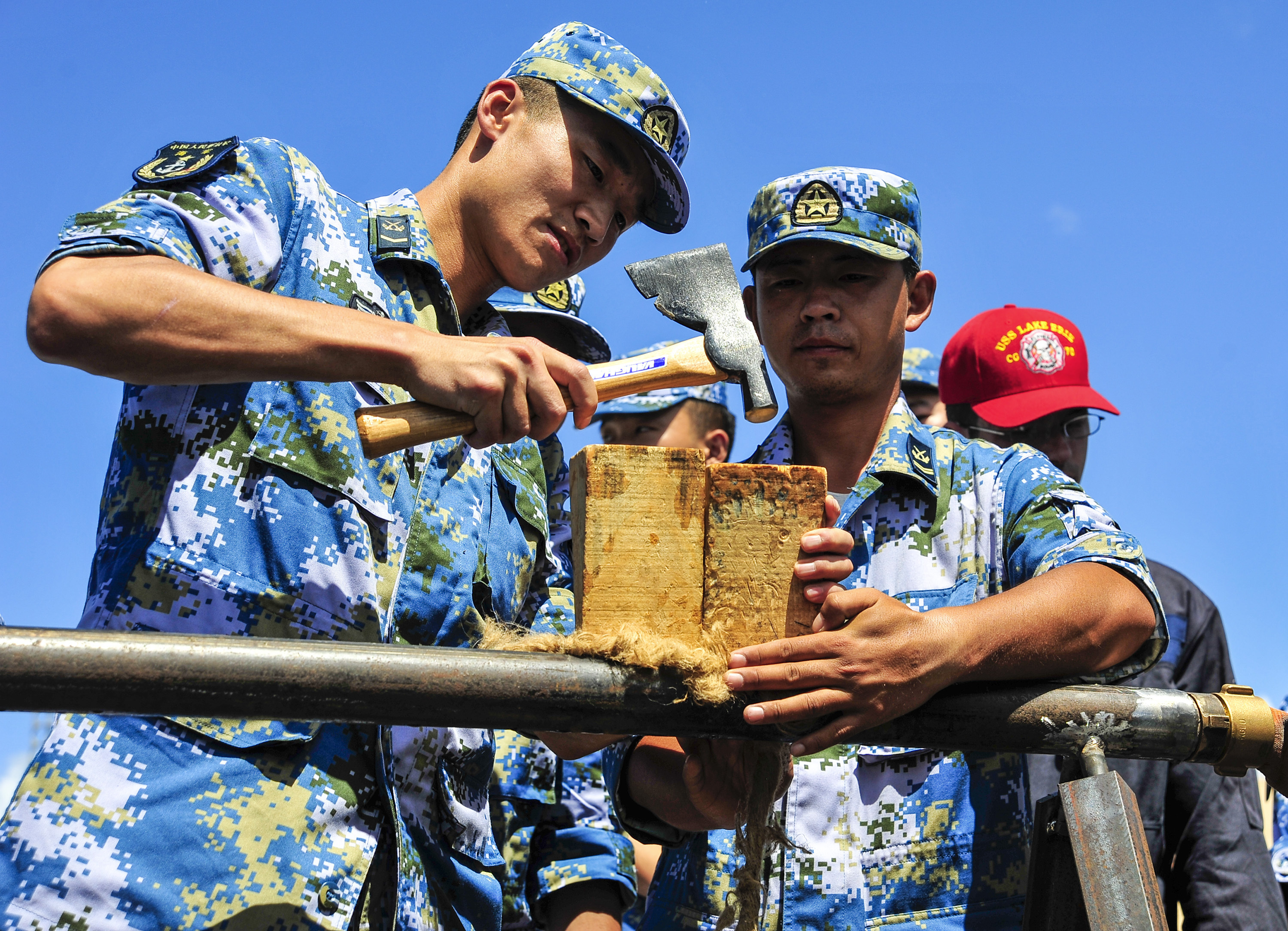
Тренування китайських та американських матросів з ракетного крейсера типу «Тікондерога» «Лейк Ері» на спільних навчаннях. 8 вересня 2013
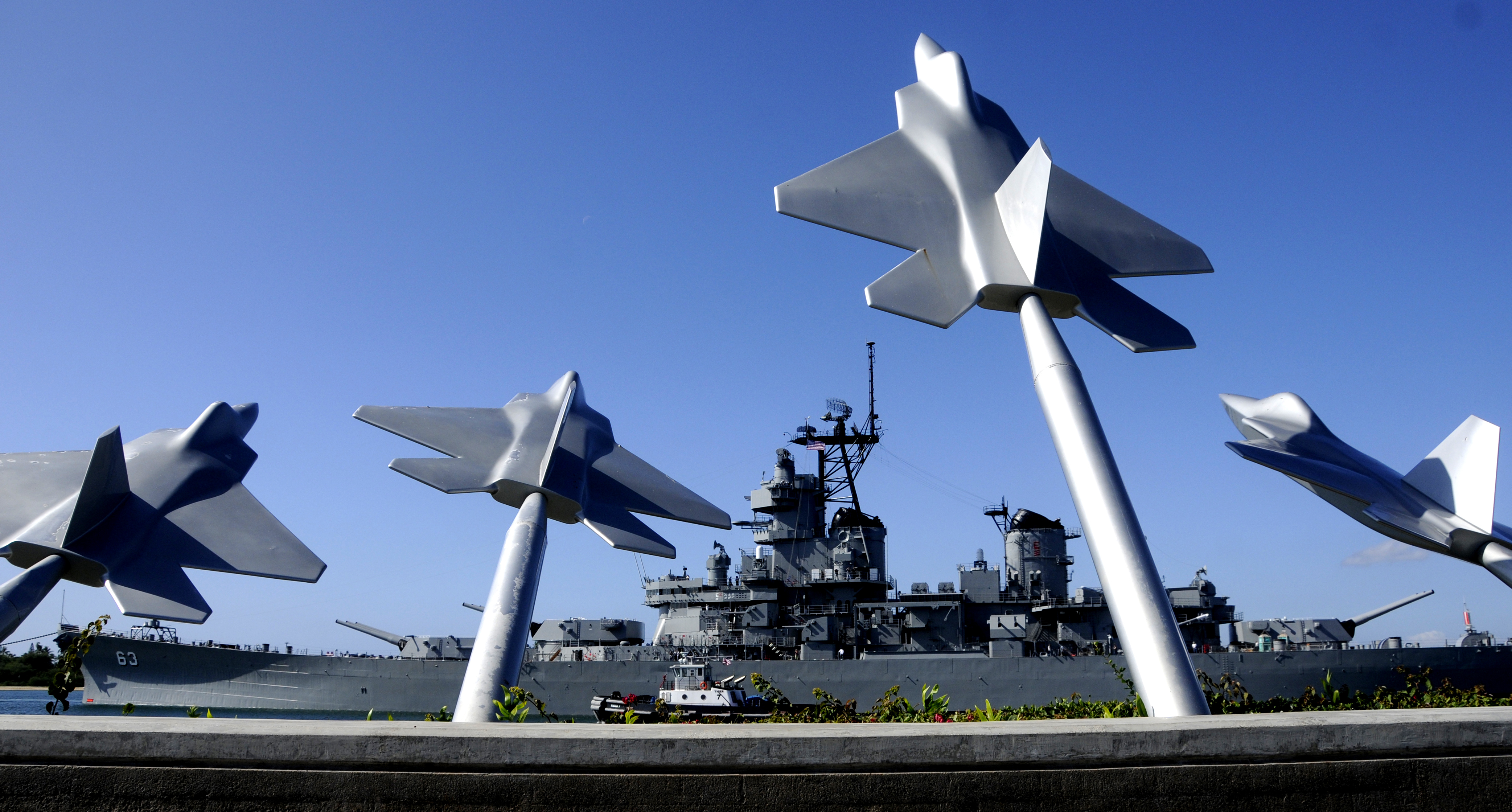
Меморіал перед лінкором «Міссурі». 8 січня 2010
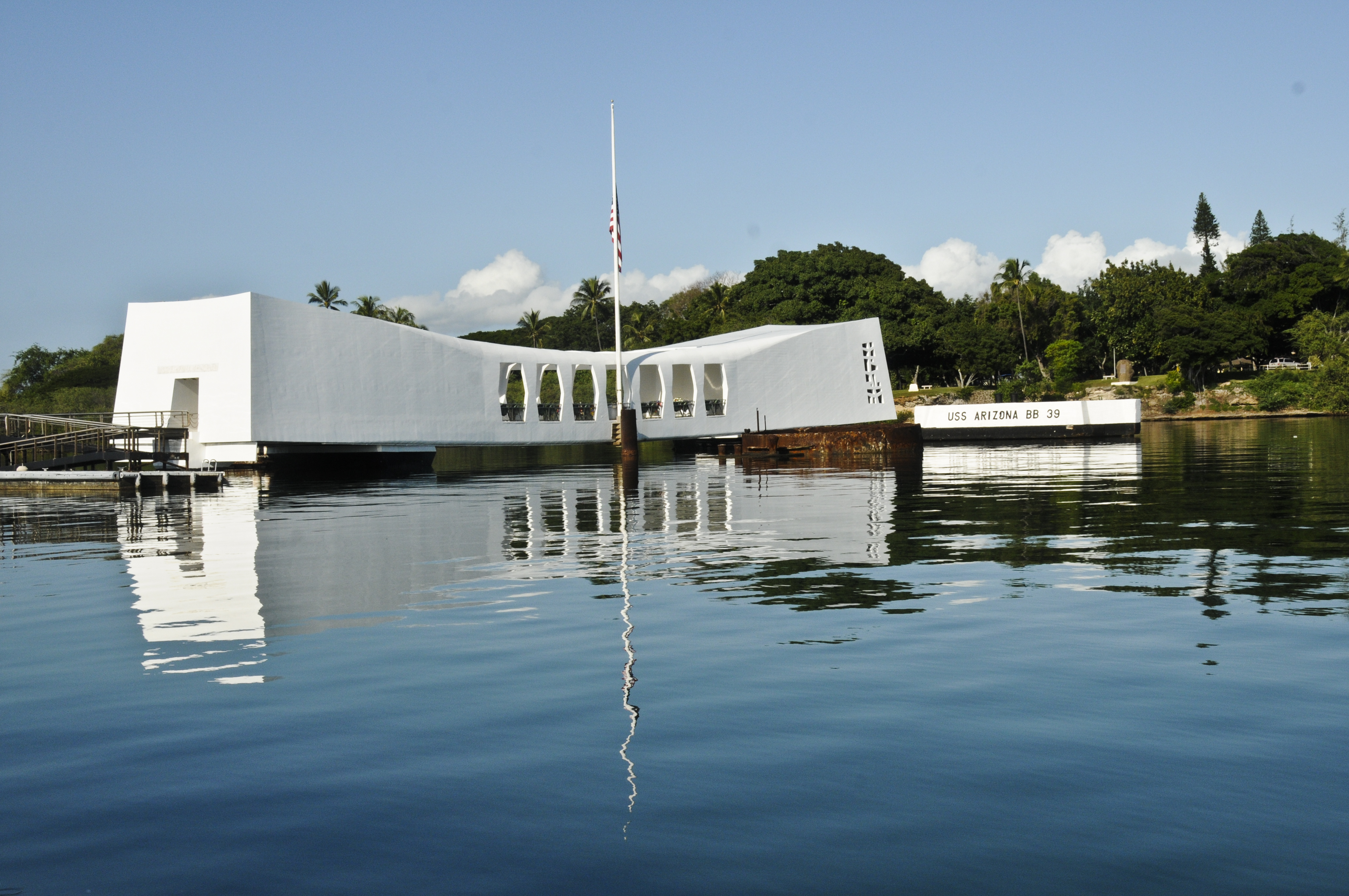
Меморіал лінкору «Аризона». 7 грудня 2013
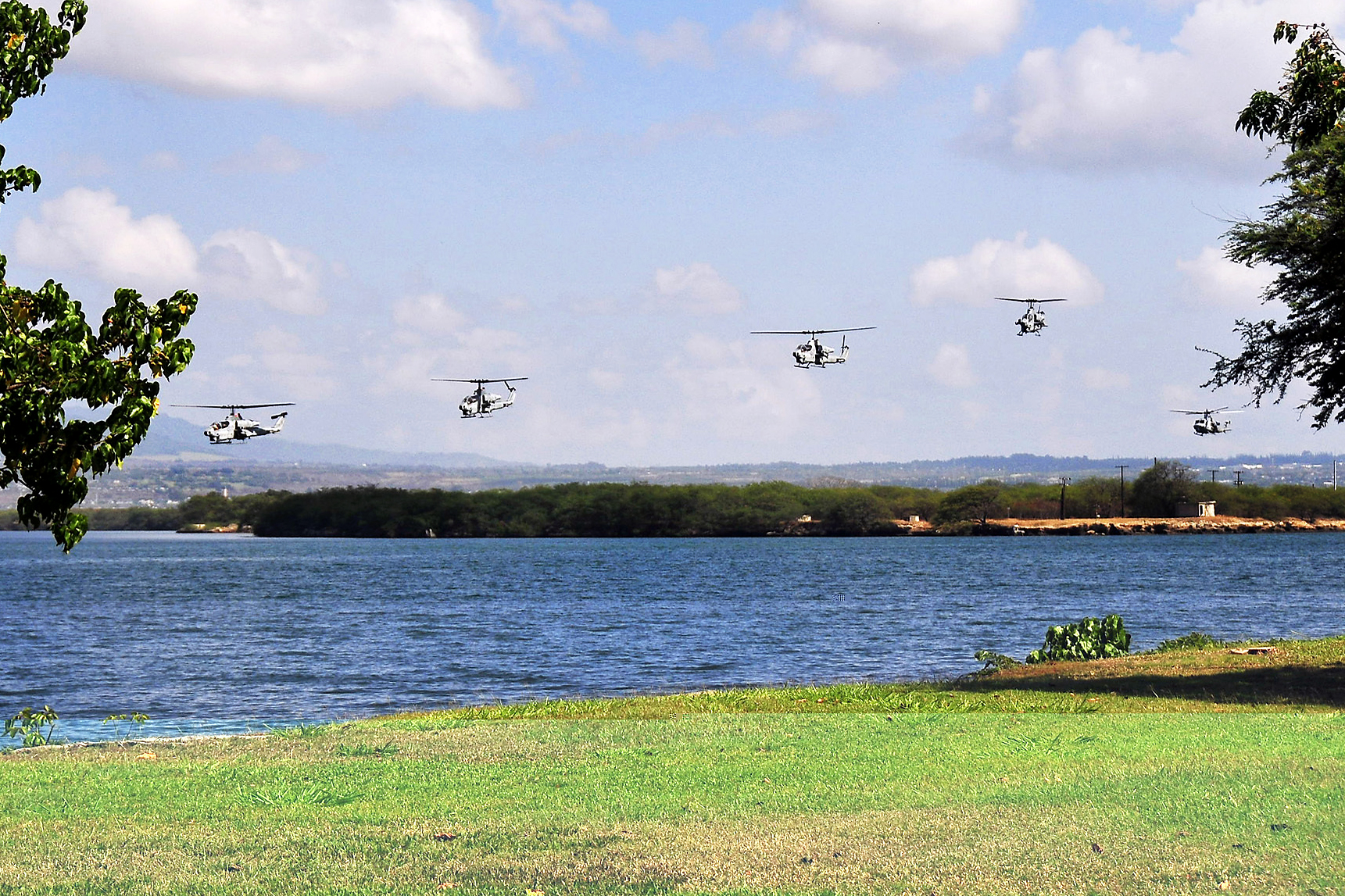
Бойова підготовка вертольотів AH-1 «Супер Кобра». 11 липня 2012
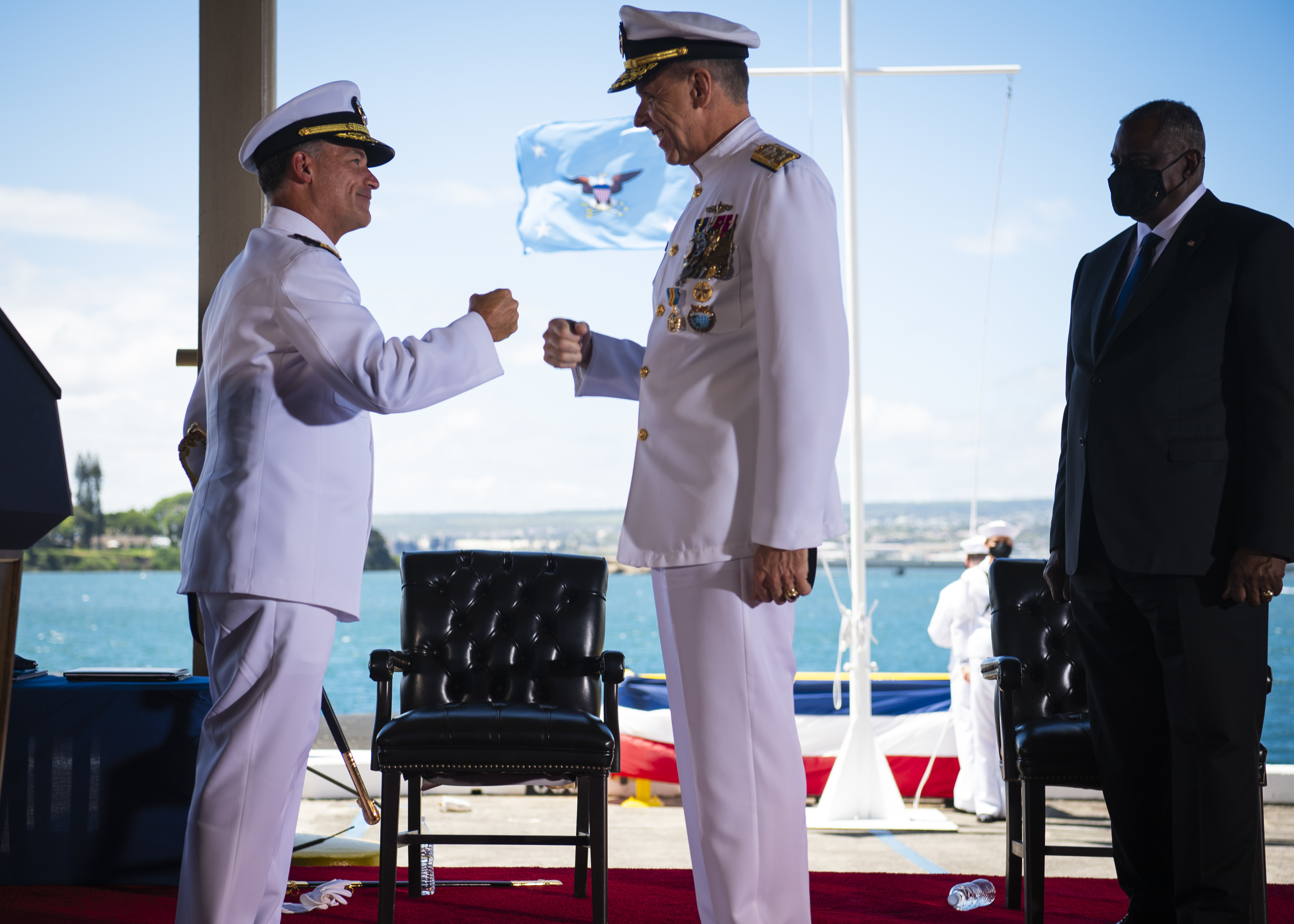
Міністр оборони Ллойд Остін здійснює зміну командувачів Індо-Тихоокеанського командування на базі Перл-Гарбор-Гіккам. 29 квітня 2021